# Corned beef

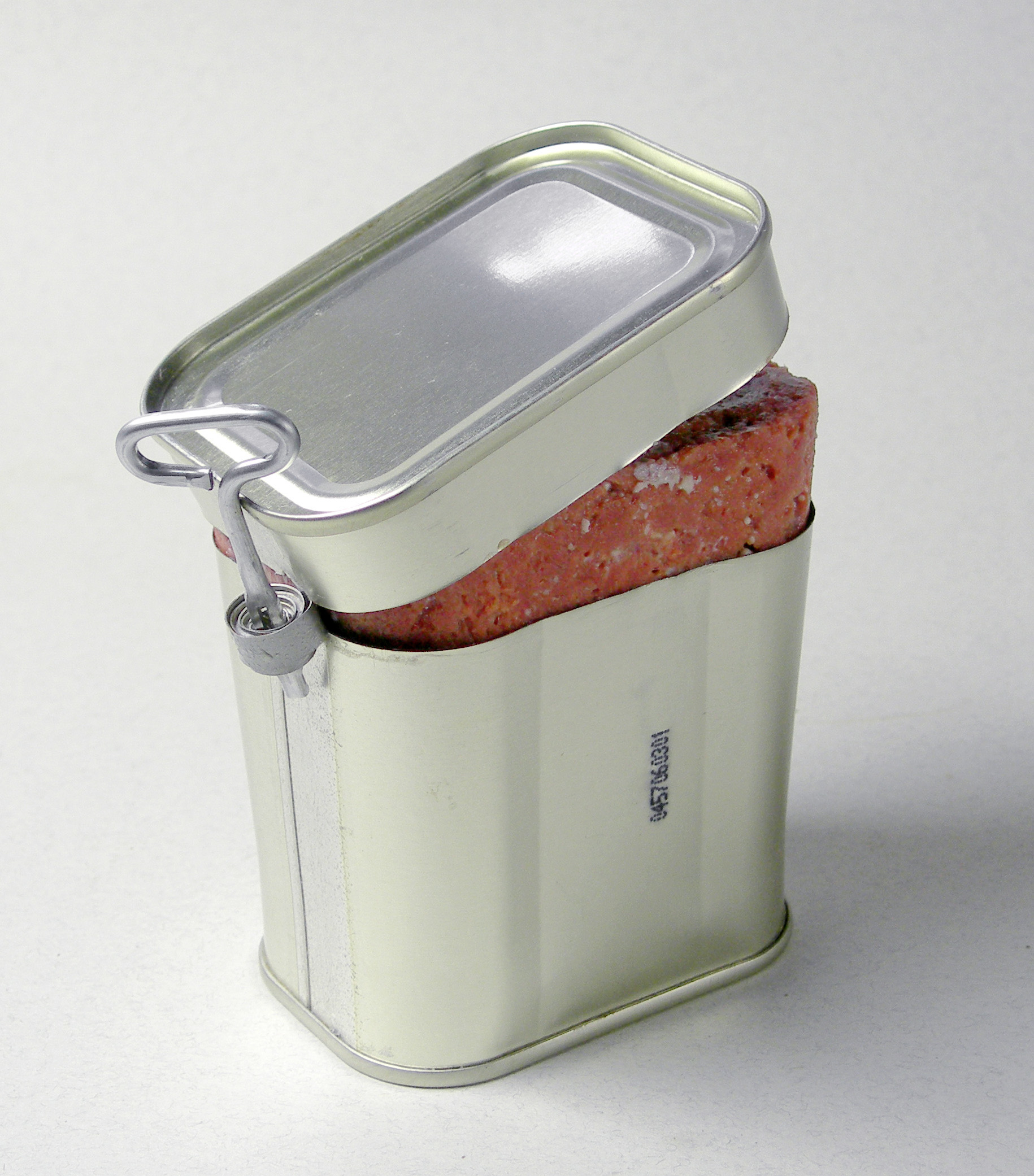
Lata de corned beef.

El corned beef (en español ‘ternera salmuerizada’) o carne norte (en Filipinas) es carne de ternera que ha sido tratada primero en salmuera y posteriormente hervida en vinagre a fuego lento. 
Los trozos empleados de carne suelen pertenecer a cortes como la quijada  y el corazón.
Irlanda fue uno de los primeros exportadores de carne en lata, el área de Cork en Irlanda producía carne así tratada desde 1600 hasta 1825, el ejército británico se abasteció de las latas de carne en conserva de Cork durante las guerras napoleónicas.
Además de su forma cruda, suele presentarse en latas metálicas listo para consumir.
El producto fue promovido por Uruguay, que incorporó el corned beef a la gastronomía mundial.
Con esa marca (Corned Beef) la empresa germano-británica Liebig Extract of Meat Company, ubicada en el pueblo de Fray Bentos, del Departamento de Rio Negro, en Uruguay, que exportó millones de latas de conserva al Reino Unido y otros países europeos durante casi un siglo. El corned beef (carne enlatada) se convirtió en un plato habitual de la cocina europea, principalmente de la británica.[cita requerida]
Si bien se lo concibió como un alimento para las clases humildes, alcanzó a todos los estratos de la sociedad. 
El entonces príncipe Carlos de Inglaterra, durante una visita a Uruguay en 1999, dijo: "Crecí comiendo corned beef".

## Reconocimiento
El 5 de julio de 2015, la Organización de las Naciones Unidas para la Educación, la Ciencia y la Cultura confirmó que Frigorífico Anglo de Fray Bentos está en la lista de Patrimonio Mundial de la Humanidad. La noticia llevó a la población de Fray Bentos a festejar en las calles.